# ديفيد غيلمور (كاتب)
ديفيد غيلمور (بالإنجليزية: David Gilmour)‏ (22 ديسمبر 1949، لندن في كندا)؛ كاتب، ناقد سينمائي، صحفي وروائي كندي.

## روابط خارجية
- ديفيد غيلمور على موقع روتن توميتوز (الإنجليزية)